# Michael Löwy
Michael Löwy   (São Paulo, 6 de maig de 1938) és un sociòleg brasiler, un dels principals investigadors sobre el marxisme llatinoamericà a escala mundial.

## Biografia
Va néixer en el si d'una família de jueus austríacs, que van arribar al Brasil a mitjans dels anys 30. Marxa a París l'any 1961, gràcies a una beca d'estudis per fer el doctorat, i s'afilia al Partit Socialista Unificat. Els seus estudis el porten a viure a Tel-Aviv i Manchester, abans de retornar a la capital francesa el 1969.
on és director d'investigacions en el Centre Nacional de la Recerca Científica (CNRS), ha escrit nombrosos llibres, entre els quals destaquen La Pensée de «Che» Guevara (1970); Les marxistes et la question nationale, 1848-1914: études et textes (1974), amb Claudine Weill i Georges Haupt; Rédemption et utopie : Le judaisme libertaire en Europe centrale (1988), i La Guerre des Dieux. Religion et politique en Amérique latine (1998). Michael Löwy va redactar el 2001, amb Joel Kovel, el «Manifeste écosocialiste», origen del «Manifeste écosocialiste international». Ja ha estat traduït a més de vint idiomes.